# Idrossichinolo 1,2-diossigenasi
La idrossiquinolo 1,2-diossigenasi è un enzima appartenente alla classe delle ossidoreduttasi, che catalizza la seguente reazione:
benzene-1,2,4-triolo + O2 ⇄ 3-idrossi-cis,cis-muconato
Si tratta di una proteina contenente ferro. Il prodotto isomerizza a 2-maleilacetato (cis-esenedioato). L'enzima è altamente specifico: la percentuale di idrolisi dei substrati alternativi catecolo e pirogallolo è solo l'1% di quella dell'idrossichinolo.